# Щучье (Варгашинский район)
Щучье — деревня в Варгашинском районе Курганской области. Входит в состав Варгашинского поссовета.

## История
До 1917 года входила в состав Моревской волости Курганского уезда Тобольской губернии. По данным на 1926 год состояла из 135 хозяйств. В административном отношении являлась центром Щучьевского сельсовета Варгашинского района Курганского округа Уральской области.

## Население
| 1912 | 1926 | 1989 | 2002 | 2010 |
| ---- | ---- | ---- | ---- | ---- |
| 440  | ↗579 | ↘101 | ↗104 | ↘49  |

По данным переписи 1926 года в деревне проживало 579 человек (268 мужчин и 311 женщин), в том числе: русские составляли 99 % населения.